# Selvagem?
Selvagem? (en español Salvaje?) es el tercer álbum de estudio de la banda de rock brasileña Os Paralamas do Sucesso. Fue lanzado en el año 1986 bajo el sello EMI.

## Historia
Después del gran éxito con la presentación de Rock in Rio en 1985 y de una gran gira por todo Brasil, la banda regresó con un disco y más fuerte que el anterior. La primera canción Alagados, refleja bien en el cambio y la nueva orientación de la banda, como también otras canciones como A Novidade (en asociación con Gilberto Gil), Selvagem, O Homem, y la humorística  Melô do Marinheiro, fue bien recibido llegando a vender unas 750.000 copias. Este álbum entró en la lista de los 100 mejores álbumes de la música brasileña, hecha por la revista Rolling Stone que ocupa la posición número 39.

## Portada
El disco se oponía a la manipulación desde su cubierta (donde aparecía el hermano de Bi en el bosque, vestido sólo con una camiseta en torno a la cintura). Esta material mezclaba nuevas influencias, principalmente de la música popular del Brasil.

## Lista de canciones
| N.º   | Título                                          | Escritor(es)            | Duración |  |
| 1.    | «Alagados (Inundados)»                          | Paralamas               | 05:00    |  |
| 2.    | «Teerã (Teherán)»                               | Paralamas               | 04:27    |  |
| 3.    | «A Novidade (La novedad)»                       | Paralamas, Gilberto Gil | 03:10    |  |
| 4.    | «Melô do Marinheiro (Cancioneta del marinero)»  | Ribeiro, Barone         | 03:27    |  |
| 5.    | «Marujo Dub»                                    | Ribeiro, Barone         | 02:48    |  |
| 6.    | «Selvagem (Salvaje)»                            | Paralamas               | 04:04    |  |
| 7.    | «A Dama e o Vagabundo (La dama y el vagabundo)» | Vianna, Ribeiro         | 04:20    |  |
| 8.    | «There's a Party»                               | Vianna                  | 02:26    |  |
| 9.    | «O Homem (El hombre)»                           | Vianna, Ribeiro         | 04:05    |  |
| 10.   | «Você (Usted)»                                  | Tim Maia                | 03:20    |  |
| 40:00 |                                                 |                         |          |  |

| Bonus Track |                            |          |  |
| N.º         | Título                     | Duración |  |
| 11.         | «Teerã Dub (instrumental)» | 04:27    |  |